# Ministerio de Transporte (Argentina)
El Ministerio de Transporte de Argentina es responsable de asistir al Poder Ejecutivo Nacional en todo lo inherente al transporte aéreo, ferroviario, automotor, fluvial y marítimo y a la actividad vial.
Su misión es generar, ejecutar y gestionar una política de transporte federal e igualitaria, para conectar y llevar más oportunidades a todas las personas, en cada región de la Argentina. 
Entre sus responsabilidades, se encuentran las distintas líneas ferroviarias que circulan en todo el territorio nacional (Sarmiento, Roca, San Martín, Belgrano, Urquiza y Mitre), como así las líneas de colectivos que circulan en todo el área metropolitana de la Ciudad de Buenos Aires, y los puertos, aeropuertos y carreteras del país.
En diciembre de 2023 fue disuelto tras la asunción del presidente Javier Milei haciendo modificación en el Decreto 438/92, en el cual se reduce de 18 a 9 ministerios. 

## Antecedente histórico
Durante la presidencia de Juan Domingo Perón, entre 1949 y 1955, existió el Ministerio de Transportes, a cargo de Juan Francisco Castro, Juan Eugenio Maggi y Alberto Iturbe. Entre 1955 y 1958, bajo las presidencias de Eduardo Leonardi y Pedro Eugenio Aramburu, sus titulares fueron Juan Jose Uranga y Sadi E. Bonnet.

## Historia
Por Decreto 874/2012 del 6 de junio de 2012, la presidenta Cristina Fernández de Kirchner transfirió la gestión del transporte del Ministerio de Planificación Federal, Inversión Pública y Servicios al Ministerio del Interior, sustituyendo la denominación de éste por «Ministerio del Interior y Transporte». Aníbal Florencio Randazzo fue su primer titular (designado por Decreto 891/2012).
En 2015 (el 10 de diciembre, primer día de gobierno), por Decreto 13/2015, el presidente Mauricio Macri transformó la Secretaría de Transporte en ministerio. Asumió la titularidad de la nueva cartera Guillermo Javier Dietrich (Decreto 18/2015). Desde el 10 de diciembre de 2019 hasta el 23 de abril de 2021, su titular fue Mario Andrés Meoni, designado por el presidente Alberto Fernández mediante el Decreto 4/2019. Desde el 4 de mayo de 2021 hasta el 29 de noviembre de 2022, el ministro fue Alexis Guerrera.
Tras 8 años de existencia, el ministerio fue disuelto por el gobierno del presidente Javier Milei mediante un decreto firmado el 10 de diciembre de 2023. La cartera fue degradada a secretaría y pasó a depender del Ministerio de Infraestructura. 

## Competencias
De acuerdo a la Ley 22 520, sus competencias son «asistir al Presidente de la Nación y al Jefe de Gabinete de Ministros, en orden a sus competencias, en todo lo inherente al transporte aéreo, ferroviario, automotor, fluvial y marítimo, y, a la actividad vial.»

## Titulares
| Ministro                     | Partido | Partido               | Periodo                                         | Presidente        |
| ---------------------------- | ------- | --------------------- | ----------------------------------------------- | ----------------- |
| Guillermo Dietrich           |         | Propuesta Republicana | 10 de diciembre de 2015-10 de diciembre de 2019 | Mauricio Macri    |
| Mario Meoni                  |         | Frente Renovador      | 10 de diciembre de 2019-23 de abril de 2021     | Alberto Fernández |
| Gabriel Katopodis (interino) |         | Partido Justicialista | 28 de abril de 2021-30 de abril de 2021         | Alberto Fernández |
| Alexis Guerrera              |         | Frente Renovador      | 4 de mayo de 2021-29 de noviembre de 2022       | Alberto Fernández |
| Diego Alberto Giuliano       |         | Frente Renovador      | 1 de diciembre de 2022-10 de diciembre de 2023  | Alberto Fernández |

## Organización
El Ministerio tuvo a su cargo las siguientes Secretarías y Subsecretarías:
- Unidad Gabinete de Asesores
- Subsecretaria de Gestión Administrativa
- Secretaría de Gestión de Transporte
  - Subsecretaría de Transporte Ferroviario
  - Subsecretaría de Transporte Automotor
  - Subsecretaría de Puertos, Vías Navegables y Marina Mercante
- Secretaría Articulación Interjurisdiccional
  - Subsecretaría de Política Económica y Financiera de Transporte
  - Subsecretaría de Proyectos Estratégicos y Desarrollo Tecnológico
- Secretaría de Planificación de Transporte
  - Subsecretaría Planificación y Coordinación de Transporte

Asimismo, dependen de esta jurisdicción los siguientes Organismos y/o Empresas:
- Ferrocarriles Argentinos - FASE
- Trenes Argentinos Operaciones - SOFSE
- Trenes Argentinos Cargas - BCYL
- Trenes Argentinos Infraestructura - ADIF
- Trenes Argentinos Capital Humano - DECAHF
- Playas Ferroviarias de Buenos Aires - PFBA
- Agencia Nacional de Seguridad Vial - ANSV
- Comisión Nacional de Regulación del Transporte - CNRT
- Administración Nacional de Aviación Civil - ANAC
- Organismo Regulador del Sistema Nacional de Aeropuertos - ORSNA
- Empresa Argentina de Navegación Aérea (EANA) - EANA
- Intercargo - ITC
- Aerolíneas Argentinas - AR
- Administración General de Puertos - AGP
- Junta de Seguridad de Transporte - JST